# クリストファー・タイ
クリストファー・タイ（Christopher Tye, 1505年頃 - 1572年頃）は、16世紀イングランドのオルガニストで、ルネサンス音楽の作曲家。

## 人物
ケンブリッジ大学とオックスフォード大学の両方で音楽で博士号を取得した。1543年よりイーリー大聖堂の聖歌隊長を務めるが、1561年に辞任。エドワード6世の音楽教師を務めた可能性もある。
ラテン語の宗教曲としては、詩篇唱やミサ曲があり、なかでもイングランドの俗謡「西風」を定旋律としたパロディ・ミサは、ジョン・タヴァーナーやジョン・シェパードの作例と並んで有名である。英国国教会のための英語祈祷文による宗教曲は、サーヴィスやアンセムがある。ヴァイオル・コンソートのための器楽曲も多数あり、なかでも20曲以上の「イン・ノミネ」はタイの代表作として知られる。